# 瓦根豪斯魏爾湖

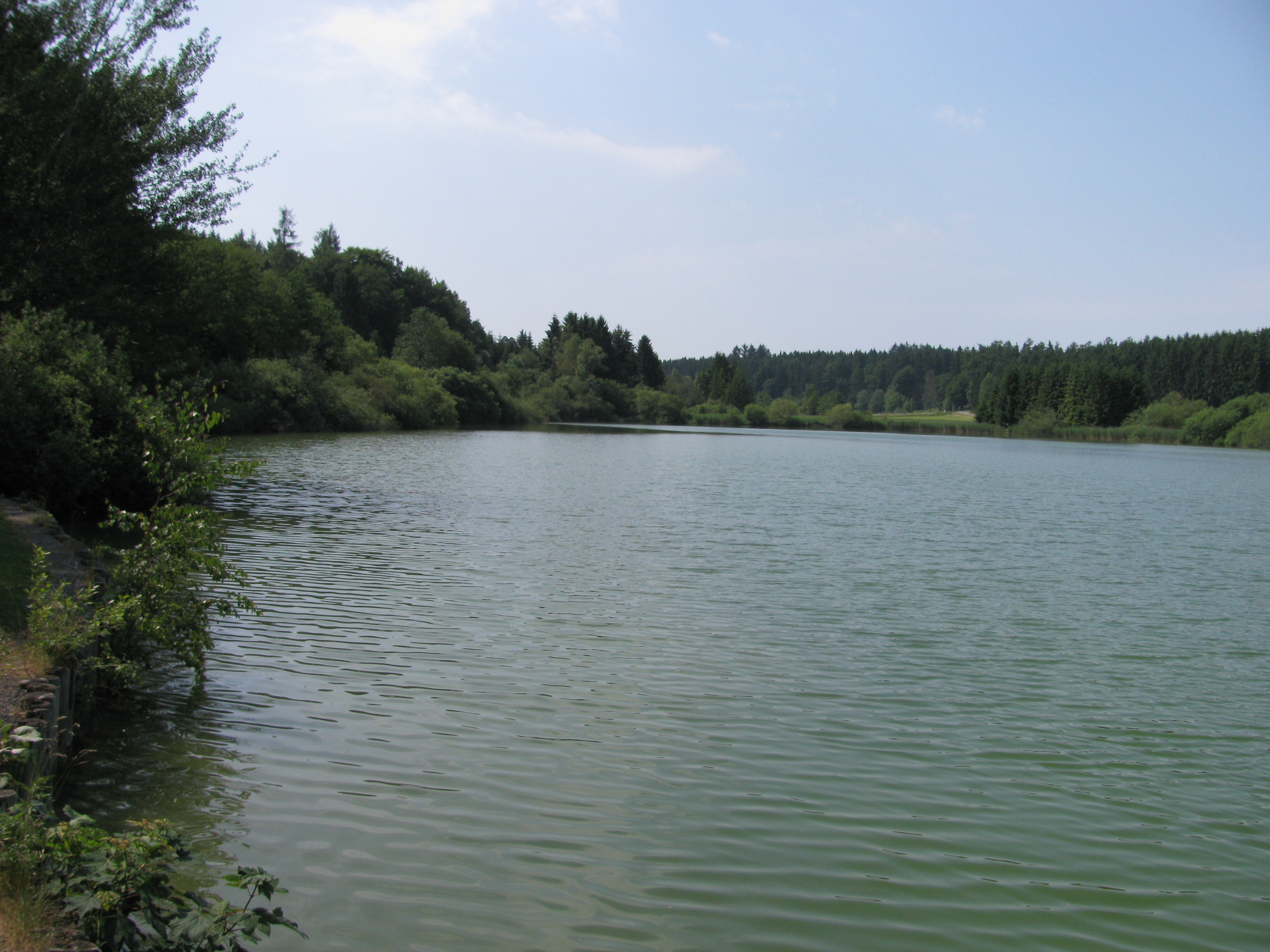

48°0′24″N 9°27′40″E / 48.00667°N 9.46111°E
瓦根豪斯魏爾湖（德語：Wagenhauser Weiher），是德國的湖泊，位於該國西南部，由巴登-符騰堡州負責管轄，處於錫格馬林根縣，面積0.06平方公里，海拔高度609米，平均水深1.6米，最大水深3.5米，水體容量9.7萬立方米。